# Blasfemo! Le prigioni di Allah
Blasfemo! Le prigioni di Allah (nome originale Blasphémateur ! : les prisons d'Allah) è un libro pubblicato per la prima volta il 14 gennaio 2015 dall'editore Grasset & Fasquelle. In Italia l'opera è stata tradotta da Luisa Lanni e pubblicata il 27 settembre 2018 dalle edizioni Nessun Dogma.

## Soggetto
L'opera racconta l'autobiografia di Waleed Al-Husseini, nato e cresciuto in Palestina da una famiglia musulmana, incentrandosi principalmente sul suo percorso dalla fede all'ateismo. Dai primi dubbi alla messa in discussione dei precetti fino allo stigma sociale, dal suo attivismo su internet nell'ambito dei diritti umani e critica all’Islam fin quando il suo operato viene scoperto dagli organi di sicurezza del paese e finisce in carcere per vilipendio alla religione di Stato. Durante la sua detenzione subisce torture fisiche e psicologiche fin quando, aspettando il processo definitivo, finalmente viene temporaneamente liberato e approfitta dell'occasione emigrare in Francia come rifugiato politico. Dopo essersi sistemato nel paese sarà tra i fondatore del Consiglio degli ex musulmani di Francia.

## Capitoli
- Prefazione
- Introduzione
- La rivolta interiore
- Lettere ribelli
- Dietro le sbarre
- Viva la libertà!
- La Libertà come la volevo
- Il Consiglio degli ex musulmani di Francia
- Conclusione

## Accoglienza
Simona Maggiorelli per la rivista Left ha particolarmente apprezzato la denuncia dell'opera alla violenza racchiusa nell'Islam estendendo tale concetto ai monoteismi in generale dato che anche il solo rifiutare una religione porta al forte stigma sociale della comunità di appartenenza.